# Ostrogotha
Ostrogotha war ein Anführer der Goten zur Zeit der Reichskrise des 3. Jahrhunderts und hat um 250 gegen die Römer im Donauraum agiert.
Ein Gote namens Ostrogotha („Glanzgote“) wird von dem um 550 schreibenden spätantiken Historiker Jordanes erwähnt. Dieser berichtet (gestützt auf seine Quelle, die verlorene Gotengeschichte Cassiodors) von einem Ostrogotha im Stammbaum der gotischen Amaler. Ein Ostrogotha soll zudem zur Zeit des Kaisers Philippus Arabs (wohl 249) mit einem gotischen Verband die Donau überschritten und in die römischen Provinzen Mösien und Thrakien eingefallen sein. Der spätere Kaiser Decius konnte ihn nicht besiegen, woraufhin Ostrogotha erneut römisches Gebiet überfiel. In diesem Zusammenhang weicht die Darstellung bei Jordanes von der über die Ereignisse der Gotenkämpfe bei Zosimos und Johannes Zonaras ab, die beide Ostrogotha nicht erwähnen. Für Jordanes war der Amaler Ostrogotha der Stammvater der (allerdings erst später „entstandenen“) Ostgoten und habe weiter über die Goten geherrscht, bis Kniva seine Nachfolge angetreten hat; er habe zudem über die Gepiden gesiegt. Dieser Gepidensieg würde aber in die Zeit um 290 fallen.
Die Historizität Ostrogothas ist in der Forschung teilweise umstritten gewesen, da man die Nennung nur bei Jordanes (vermittelt über dessen Quelle Cassiodor) für nicht ausreichend hielt. In einem neu entdeckten historischen Textfragment (im Rahmen der sogenannten Scythica Vindobonensia) aus dem 3. Jahrhundert, das sehr wahrscheinlich aus dem Geschichtswerk des Dexippos stammt, wird aber ebenfalls ein Gote namens Ostrogotha erwähnt, wenngleich die wahrscheinliche Lesung Ostrogotha aufgrund des Textzustands nicht völlig gesichert ist. Dem Textfragment zufolge war Ostrogotha im Gegensatz zum Bericht des Jordanes aber noch 250/51 am Leben und spielte eine Rolle bei den Kämpfen gegen die Römer, so beim Angriff auf Philippopolis. Er agierte in diesem Zusammenhang wohl als Rivale Knivas, der weitaus größere militärische Erfolge als Ostrogotha feiern konnte. Anders als der basileus („König“) Kniva, wird Ostrogotha bei Dexippos denn auch nur als archon (hier zu verstehen als „Heerführer“) bezeichnet.
Es existieren dennoch einige Probleme hinsichtlich des in den Quellen zu unterschiedlichen Zeitpunkten und in unterschiedlichen Zusammenhängen erwähnten Ostrogotha. Herwig Wolfram nimmt nun aufgrund der Überlieferung bei Cassiodor/Jordanes – die wohl nicht zuletzt auf mündlichen Berichten basiert (siehe auch Ablabius) – an, dass mehrere Personen vermischt wurden. Demnach müsse man zwischen dem Gotenherrscher um 250 und dem amalischen Vorfahren bei Jordanes unterscheiden. Ersterer war kein Amaler und im Gegensatz zu Kniva wohl auch kein Heerkönig, letzterer ist nur ein mythischer Ahnherr. Eventuell, so Wolfram weiter, muss man noch einen dritten Ostrogotha einbinden, wobei es sich um den besagten und wohl auch historischen Gepidensieger um 290 handelt, der demnach aber auch kein Amaler war.